# Joachim Karsch

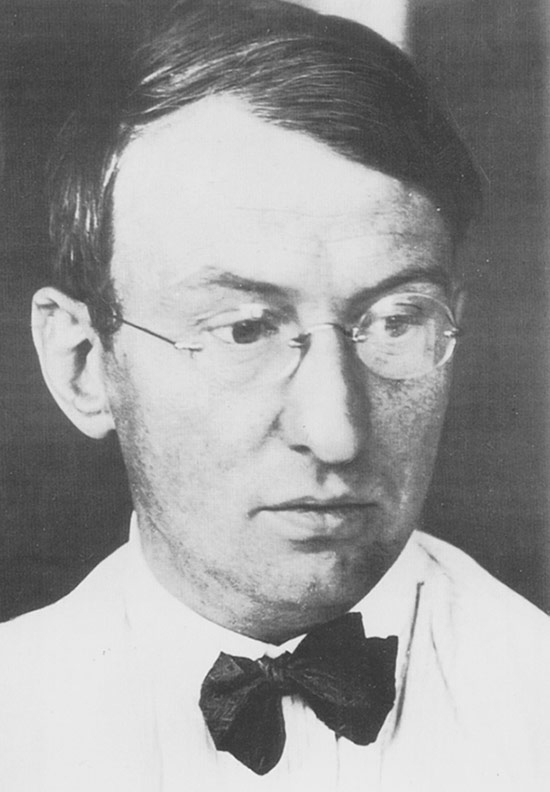
Joachim Karsch

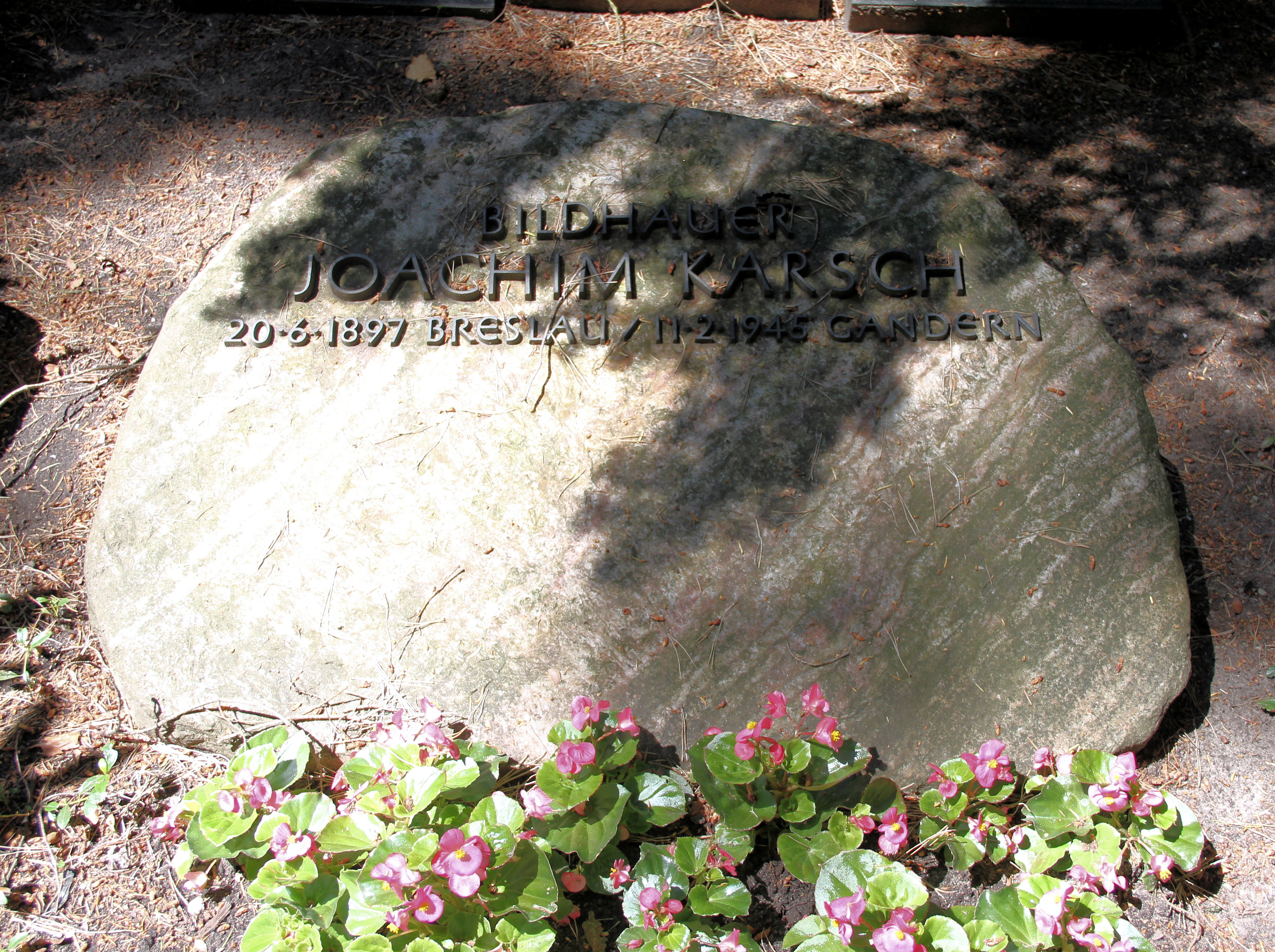
Ehrengrab, Thuner Platz 2–4
in Berlin-Lichterfelde

Joachim Karsch (* 20. Juni 1897 in Breslau; † 11. Februar 1945 in Groß Gandern) war ein deutscher Bildhauer und Graphiker. Sein ausdrucksbetontes, zur Klassischen Moderne gehörendes Werk kann zum Postexpressionismus gerechnet werden. Es weist starke Einflüsse des Schaffens von Gerhard Marcks auf.

## Leben und Werk
Joachim Karsch wuchs als Vollwaise unter schwierigen Bedingungen auf. Von 1911 bis 1914 besuchte er die Breslauer Kunstgewerbeschule und wechselte 1915 an die Königliche Akademie der Künste in Berlin. Zu seinen dortigen Lehrern zählte Peter Breuer. 1917 erfuhr Karschs Schaffen eine erste Anerkennung: er erhielt den Preis der Karl-Haase-Stiftung für die Plastik »Stehende Frau«. Im gleichen Jahr brach er auch sein Studium ab.
Aufgrund einer Behinderung wurde Karsch ausgemustert und anstelle eines Fronteinsatzes während des Ersten Weltkriegs nach Abbruch seines Studiums von 1917 bis 1918 zum Arbeitsdienst auf einem schlesischen Gut herangezogen. In dieser Zeit entstanden viele Zeichnungen und einige Plastiken.
Für seine bei der Berliner Akademieausstellung gezeigte Figurengruppe »Hiob und seine Freunde« erhielt Karsch 1920 den Staatspreis für Bildhauerei. Ein damit verbundenes Stipendium für einen sechsmonatigen Aufenthalt in der Villa Massimo in Rom nahm er zunächst nicht wahr. Trotz öffentlicher Anerkennung und einer Verkaufsausstellung bei Hans Goltz in München war Karsch dennoch gezwungen, als Hilfskraft bei Schering und AEG seinen Lebensunterhalt zu verdienen.
Im August 1924 heirateten Joachim Karsch und Meta Correns, Tochter des 1923 verstorbenen Berliner Industriellen Friedrich Christian Correns. Ende 1924 zog er mit seiner Ehefrau ins schlesische Oberhannsdorf um. Dort schuf Karsch 41 – zum Teil lebensgroße – Plastiken, viele Zeichnungen und Radierungen. 1925 wurde der gemeinsame Sohn Florian geboren.
Nach Abschluss eines Vertrags mit der Galerie Nierendorf zog Karsch 1928 wieder nach Berlin zurück. Bald darauf trennte sich das Ehepaar, und es wurde im Sommer 1929 geschieden. Meta Karsch heiratete später den Kunsthändler Josef Nierendorf. In den frühen 1930er Jahren hatte Karsch eine künstlerische und finanzielle Erfolgsperiode. In dieser Zeit reiste er u. a. nach Südfrankreich und nahm 1932 auch sein Villa-Massimo-Stipendium in Rom wahr. Hier lernte er auch Arno Breker kennen, der zur gleichen Zeit in der Villa Massimo arbeitete. 1933 heiratete Karsch Liesbeth Wiemer.
Im Sommer 1935 lernte Karsch bei einem Ostseeaufenthalt Gerhard Marcks kennen. Es kam zu gegenseitigen Atelierbesuchen und zum Austausch von Zeichnungen. Karsch hatte im Juli 1936 noch an der letzten Ausstellung des ersten Deutschen Künstlerbundes in Hamburg teilgenommen, die nach zehn Tagen von den Nationalsozialisten geschlossen wurde (sein Beitrag, die Bronzeplastik Der Träumer, wurde im Krieg zerstört). 1937 wurden in der Nazi-Aktion „Entartete Kunst“ nachweislich fünf Werke Karschs aus dem zur Nationalgalerie Berlin gehörenden Kronprinzen-Palais, dem Essener Museum Folkwang, der Städtischen Kunstsammlung Chemnitz, dem Kestner-Museum in Hannover und dem Museum für Kunst und Kunstgewerbe Stettin beschlagnahmt, darunter die Plastiken „Mädchenbüste, Beppe“ (1931), „Lesendes Paar“ (1933) und „Sich Umwendende/Kleine Stehende“ (1929). Darüber hinaus schwanden Karschs Ausstellungsmöglichkeiten in den Folgejahren.
Ein größerer Auftrag für eine Friedhofskapelle in Gdingen brachte Karsch ab 1942 wieder größere wirtschaftliche Unabhängigkeit und ermöglichte es ihm, nach Groß Gandern in der Nähe von Frankfurt (Oder) umzuziehen. 1943 wurde sein Atelier in der Berliner Motzstraße mit den dort befindlichen Plastiken, Modellen und Zeichnungen während eines Bombenangriffs zerstört. Weitere sieben Plastiken, die beim Verein Berliner Künstler untergebracht waren, wurden ebenfalls durch Bomben vernichtet.
Anfang Februar 1945 besetzte die sowjetische Armee Groß Gandern. Die Soldaten zerstörten Karschs Werk. Der angeordneten Verschleppung nach Osten entzogen sich Karsch und seine Frau Liesbeth durch den Freitod in der Nacht vom 10. zum 11. Februar 1945. Zurückkehrende Nachbarn fanden die Leichen und beerdigten sie notdürftig. Heute erinnert ein Ehrengrab des Landes Berlin Karsch/Nierendorf auf dem 
Parkfriedhof Berlin-Lichterfelde (Familiengrab Correns und von Diebitsch) an den Bildhauer und seine Frau.

## Werke (Auswahl)

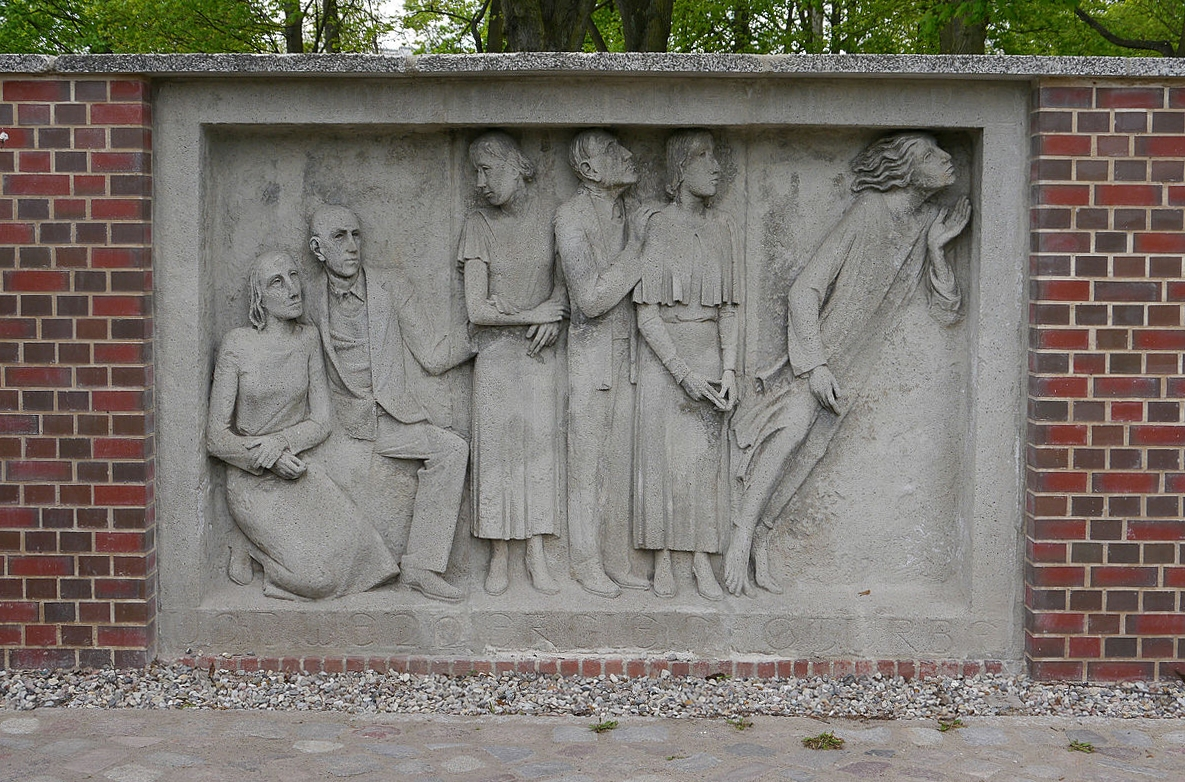
Friedhof Teltow Eingangsrelief „..und wenn er gleich stürbe“

- Hans Dittmayer (Porträtbüste, Bronze, 27,5 × 19 × 20 cm; 1942/1934; Berlinische Galerie)
- Fragende (Skulptur, Bronze, 109 × 47 × 47; 1929; Berlinische Galerie)
- Eingangsrelief Friedhof Teltow, Weinbergsweg 1
- Stehender Jünger
- Mundharmonikaspieler
- Hiob und Meta Correns (Kopfskulpturen)

## Nachwirken
Bereits 1948 erschienen die Briefe Karschs aus den Jahren 1933 bis 1945 postum, herausgegeben von seinem Freund Fritz Sonntag, mit dem er zusammen in der Villa Massimo weilte. Sie zeigten, dass es ihm gelungen war, sich seine innere und künstlerische Freiheit während des Dritten Reichs zu bewahren. 1953 fand eine erste Wanderausstellung von Karschs Arbeiten statt; weitere folgten.
Florian Karsch (1925–2015), der Sohn aus erster Ehe und langjährige Inhaber der Galerie Nierendorf, trug nach und nach die verbliebenen Bruchstücke des Werks von Joachim Karsch zusammen. Von den ca. 350 plastischen Arbeiten wurden nur 100 wieder aufgefunden. Von den vermutlich mehr als 3.000 Zeichnungen sind wahrscheinlich nur knapp 500 erhalten geblieben. Die Werke befinden sich heute vor allem in der Sammlung Karsch-Nierendorf und in Museen in Heilbronn und Regensburg. Vier Zeichnungen sind in Rudolstadt auf der Heidecksburg.

## Auszeichnungen und Preise
- 1917: Preis der Karl-Haase-Stiftung für die Plastik »Stehende Frau«
- 1920: Preußischer Staatspreis für die Figurengruppe »Hiob und seine Freunde« verbunden mit einem Stipendium an der Villa Massimo
- 1932: Bronzemedaille bei den olympischen Kunstwettbewerben im Rahmen der Sommerspiele in Los Angeles in der Disziplin Graphik für die Zeichnung »Der Staffelläufer«
- 1934: Erster Preis beim „Folkwang-Wettbewerb“ für die Holzplastik »Lesendes Paar«

## Ausstellungen (Auswahl)
- 1919: Akademie der Künste, Berlin
- 1920: Galerie H. Goltz, München
- 1920: Freie Secession, Berlin
- 1931: Galerie Neumann-Nierendorf, Berlin (erste Einzelausstellung)
- 1951: Kestnergesellschaft, Hannover
- 1953: Kölnischer Kunstverein, Köln
- 1953: Kunsthalle, Bremen
- 1954: Märkisches Museum, Witten
- 1965: Galerie Nierendorf, Berlin
- 1967: Lehmbruck-Museum, Düsseldorf
- 1967: Mannheimer Kunstverein, Mannheim
- 1977: Galerie Nierendorf, Berlin
- 1978: Historisches Museum Heilbronn
- 1988: Galerie Nierendorf, Berlin
- 2008: Expressionale, Berlin
- bis 15. Dezember 2019: „Beseelte Bronzen“, Stiftskirche Schloss Cappenberg, bei Lünen